# 呉延寵
呉 延寵（ご えんちょう、オ・ヨンチョン、1055年 - 1116年）は、高麗の文官・武将であり、睿宗の重臣である。

## 概略
若いときは家運が傾いたが、科挙に及第して文官に任官した。1096年、遼に道宗の誕生日を祝うために使行しており、以後は起居郎・兵部郎中・侍郎を歴任した。
1100年、徽宗の即位を記念して宋に派遣され、帰国時に『太平御覧』を入手して持ち帰る。
1107年、睿宗の勅命を受け、副元帥・都元帥尹瓘・拓俊京・王字之らとともに、女真へ遠征をおこない、勝利を収める。
1794年に洪良浩が編纂した朝鮮史における名将の伝記本『新しく解いて書いた海東名将伝』に呉延寵が選定されていることから、一般的に朝鮮における英雄の一人とみられている。
呉延寵は、高麗の成宗時代に中国から渡来した呉仁裕の子孫である。